# Emili Selldén
Emilia "Emili" Augusta Selldén, född 27 september 1812 på Ekna i Tjureda socken, Kronobergs län, död 4 november 1858 i Växjö, Kronobergs län, var en svensk läkarhustru, älskarinna till Esaias Tegnér.
Under början av 1830-talet gjorde hon bekantskap med Esaias Tegnér. Emili Selldén var vacker och uppmärksammades av biskopen. Hösten 1833 övergick bekantskapen i en intim erotisk förbindelse, som varade till omkring 1836. Tegnér riktade flera dikter till Emili Selldén, av vilka Den döde är den mest betydande. Hon drabbades hårt av småstadsskvallret och även Tegnérs hätska omdömen efter brytningen, han kom att skildra henne som kokett, fåfäng och ytlig.
Emili Selldén var dotter till majoren Gustaf Adolf Ulfsax och Christina Magdalena Hedvig Renner. Hon gifte sig 1831 med regementsläkaren i Växjö Sven Niklas Selldén, som var farbror till Hjalmar Selldén.